# 彼得·罗曼

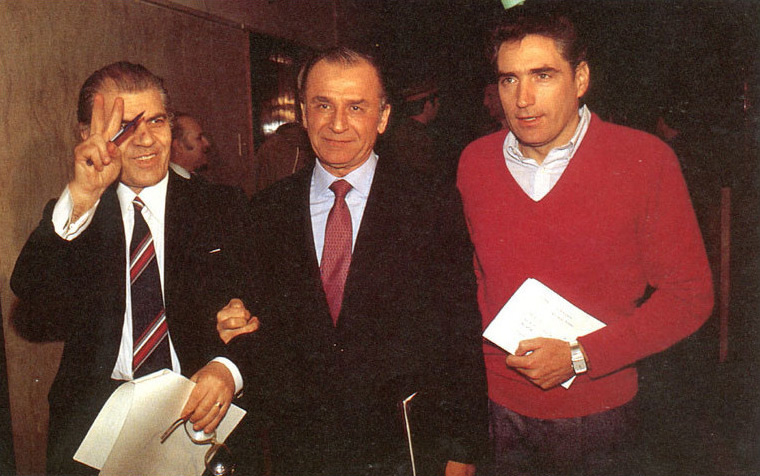
罗曼(右)与罗马尼亚救国前线成员扬·伊利埃斯库(中)和杜米特鲁·马兹路(左)在1989年12月23日组建FSN.

彼得·罗曼（羅馬尼亞語：Petre Roman，發音：[ˈpetre ˈroman]；1946年7月22日—），是罗马尼亚的政治家和前总理（1989－1991）。他于2003年离开民主自由党成立民主力量党。马德里俱乐部的成员，俱乐部由一群80多名前民主政治家组成，致力于加强民主管理和领导。

## 经历
他的父亲瓦尔特·罗曼生于特兰西瓦尼亚的恩斯特（或埃尔诺纽兰德），犹太血统，在西班牙内战期间是一位资深共产国际活动家和罗马尼亚共产党杰出成员。他的母亲有西班牙血统，名霍腾西亚·瓦列霍。父母在莫斯科结婚，有几个孩子。
1974年彼得·罗曼与米瓦拉结婚，两人有一个女儿欧安娜，2007年离婚。2009年6月与西尔维亚(她小罗曼26岁)结婚。
罗曼毕业于布加勒斯特“彼得鲁·格罗查”中学，后就读于布加勒斯特工业学院水利工程系。1966年获工程师学位，并以第一名的优异成绩留校任助教。1971－1974年在法国进修博士，并获得在法任教资格。1974年在法国“保尔·萨巴迪耶尔”大学图卢兹流体力学学院学习，获水利工程博士学位。归国后，在布加勒斯特工学院水利工程系任教。1976年负责编纂学术著作。1982年升为副教授。1985年任水利和水利机械教研室主任。
1989年12月罗马尼亚革命爆发，尼古拉·齐奥塞斯库被推翻，罗曼作为罗马尼亚救国阵线的成员与扬·伊利埃斯库等人成立罗马尼亚救国阵线委员会，接管政权。12月25日被任命为罗马尼亚临时政府总理。1990年5月大选后当选为众议院议员。6月20日被任命为政府总理。1991年3月17日在救国阵线全国代表会议上当选为救国阵线政治领袖。1991年10月1日辞去总理职务。1996年11月当选为参议院议长，1999年－2000年任穆古尔·伊瑟雷斯库政府的外交部长。